# باريس سان جيرمان موسم 2015–16
موسم 2015–16 هو الموسم الثالث والأربعون في تاريخ باريس سان جيرمان الفرنسي والموسم الثاني والأربعين تواليًا للنادي في الدرجة الأولى من الدوري الفرنسي.